# Platycarpum decipiens
Platycarpum decipiens är en måreväxtart som beskrevs av Robert Everard Woodson och Julian Alfred Steyermark. Platycarpum decipiens ingår i släktet Platycarpum och familjen måreväxter. Inga underarter finns listade i Catalogue of Life.